# Chaerilus insignis
Espèce
Chaerilus insignis est une espèce de scorpions de la famille des Chaerilidae.

## Distribution
Cette espèce est endémique d'Inde,. Elle se rencontre au Ladakh, au Jammu-et-Cachemire, en Himachal Pradesh et en Uttarakhand.

## Description
L'holotype mesure 64 mm.
Chaerilus insignis mesure jusqu'à 66,0 mm.

## Publication originale
- Pocock, 1894 : A small contribution to our knowledge of the scorpions of India. Annals and Magazine of Natural History, sér. 6, vol. 13, p. 72-84 (texte intégral).